# Оперативний простір

Прорив радянських військ оборони німецько-румунських військ та вихід на оперативний простір. Операція «Уран». Листопад 1942

Оперативний простір — у військовій справі — термін, яким позначається відносно вільний простір, що перебуває в глибині поза межами бойових порядків оперативної побудови об'єднань (з'єднань) збройних сил противника, що знаходяться в обороні, в якому немає значної кількості резервів, де атакуюча сторона може розгорнути стрімкий наступ у тил та фланги ворога, практично не зустрічаючи протидії.

## Історичні приклади
- Прорив «Лінії Зігфрида»
- Брусиловський прорив
- Горлицький прорив